# Тешиг
Тешиг – (монг. Тэшиг) сомон аймаку Булган, Монголія. Територія 7,62 тис км², населення 3,7 тис. Центр – селище Тешиг знаходиться на відстані 246 км від Булгану та 585 км від Улан-Батора. Є школа, лікарня, сфера обслуговування, туристичні бази.

## Рельєф
Тайга, гірська місцевість. Гори Хангай (2500 м), Зерлег, Азрага, Бургастай, Тарвагатай. Річки Хужирт, Ерен та дрібні річки та струмки. Озера Олон, Цагаан.

## Клімат
Різкоконтинентальний клімат. Середня температура січня -23 градуси, липня +17 градусів. Протягом року в середньому випадає 300-350 мм опадів.

## Тваринний світ
Водяться ведмеді, олені, вовки, лисиці, козулі, вивірки, зайці та інші.